# David Friedrich Strauss
David Friedrich Strauss (Ludwigsburg, 27 de gener de 1808 - 8 de febrer de 1874) fou un teòleg i filòsof alemany.
Deixeble de Georg Wilhelm Friedrich Hegel i Ferdinand Christian Baur. Va contribuir, des del racionalisme alemany tardà, al moviment de l'antiga recerca del Jesús històric iniciat per Hermann Samuel Reimarus
En la seua obra: Das Leben Jesu, kritisch bearbeitet (1835-1836), planteja la idea que els evangelis són relats mítics, al contenir elements que no poden explicar-se racionalment. Però no sorgeixen des de la necessitat de falsificació, com exposava Reimarus, sinó per a expressar des d'una mentalitat precientífica i prefilosòfica, idees teològiques en estil narratiu. Per tant, han de considerar-se llibres de teologia i de fe, sense cap valor històric. Aquesta mitificació apareix ja en els evangelis sinòptics més antics, que segons Strauss són els de Mateu i Lluc, i també en el de Marc, que segons ell és un resum dels dos anteriors.
La hipòtesi que Marc és resum de Mateu i Lluc, serà rebutjada en 1838, plantejant-se a partir de llavors la teoria de les dues fonts.
El fenomen de mitificació, segons Strauss, és màxim en l'Evangeli segons Joan, que a partir de les aportacions de Strauss és rebutjat com font d'accés al Jesús històric.